# Шеникур
Шеникур (фр. Chenicourt) насеље је и општина у североисточној Француској у региону Лорена, у департману Мерт и Мозел која припада префектури Нанси.
По подацима из 2011. године у општини је живело 225 становника, а густина насељености је износила 60,0 становника/km². Општина се простире на површини од 3,75 km². Налази се на средњој надморској висини од 191 метар (максималној 230 m, а минималној 187 m).

## Демографија
| 1962. | 1968. | 1975. | 1982. | 1990. | 1999. | 2011. |
| ----- | ----- | ----- | ----- | ----- | ----- | ----- |
| 147   | 152   | 158   | 133   | 180   | 191   | 225   |

График промене броја становника у току последњих година